# Namuwiki
Namuwiki (en hangul, 나무위키) es una wiki en coreano con sede en Paraguay creada el 17 de abril de 2015, impulsada por el software wiki propietario The Seed. Su nombre, "Namu" (나무) se traduce literalmente como "árbol" en coreano. De acuerdo con su lema ("El árbol del conocimiento que crecemos juntos") y su autodescripción, Namuwiki se esfuerza por compartir el conocimiento y la información impulsados por la comunidad, respetando la libertad y la igualdad de derechos de todos los usuarios.
En comparación con Wikipedia, el material que se encuentra en Namuwiki conserva en gran medida el estilo personal / subjetivo de escritura característico de Rigveda Wiki, una wiki en coreano de Otaku de la que Namuwiki se bifurcó. Ha sido criticado por su falta de precisión y neutralidad, pero a partir de enero de 2020, Namuwiki se clasificó como la wiki más grande en idioma coreano, más grande y más popular que la Wikipedia en coreano.

## Historia
En abril de 2015, uno de los wikis de subcultura Otaku más grandes de Corea, Rigveda Wiki, sufrió una disputa comunitaria masiva cuando se descubrió que el propietario del sitio, Cheongdong, había cambiado en secreto el acuerdo del usuario para privatizar el wiki para su beneficio personal. Los usuarios vandalizaron artículos en protesta, obligando al cierre de los servidores. En respuesta, Namuwiki fue creado como una bifurcación por un usuario llamado Namu el 17 de abril. El número de artículos de Namuwiki superó al de Rigveda Wiki el 25 de abril, y superó el número de artículos original de Rigveda Wiki antes de su vandalismo el 12 de mayo. Namuwiki surgió como uno de los wikis más grandes bifurcados de Rigveda Wiki, y pronto se convirtió en su reemplazo de facto.
En mayo de 2016, Namu transfirió los derechos de administración del servidor de Namuwiki a un nuevo propietario, UmanLe S.R.L., una empresa con sede en Asunción, Paraguay.
En septiembre de 2018, el sitio comenzó a mostrar anuncios en el banner superior de sus páginas, aparentemente para ayudar a financiar las tarifas de alquiler de sus servidores.

## Contenido
Al igual que su predecesor, Rigveda Wiki , los artículos de Namuwiki están redactados con ligereza y son divertidos, a menudo contienen bromas o referencias al conocimiento de la subcultura de diversas áreas, incluidas películas, juegos y memes en línea. Tiene una forma única de narrativa mediante el uso de tachados, que se aplican principalmente a oraciones que están escritas como parte de una broma irónica . La negrita se usa libremente, a menudo para resaltar una frase importante. Aunque el enfoque principal de los artículos se coloca en subculturas populares (el material original dirigido a Rigveda Wiki ) como juegos, anime y películas, también hay muchos artículos escritos en los campos de ciencia, historia, erudición y actualidad. Sin embargo, se pone menos énfasis en la creación de información verificable; Namuwiki reconoce en su nombre que sus políticas de edición comparativamente laxas pueden hacer que el material esté escrito incorrectamente, sea sesgado o difamatorio, especialmente dado un número menor de colaboradores. Como resultado, los artículos sobre Namuwiki se consideran menos académicos que los de la Wikipedia en coreano. El tono de Namuwiki también es mucho más ligero, ya que permite bromas y juegos de palabras.
El contenido de Namuwiki tiene licencia de Creative Commons Reconocimiento-No comercial-Compartir igual 2.0 Corea (licencia CC BY-NC-SA 2.0).
En febrero de 2019, Namuwiki contenía aproximadamente 636,667 artículos principales y más de 1,400,530 archivos.